# Боярышник Стевена
Боярышник Стевена (лат. Crataegus stevenii) — кустарник или небольшое дерево, вид рода Боярышник (Crataegus) семейства Розовые (Rosaceae).

## Распространение и экология
В природе ареал вида охватывает Крым и Малую Азию. Описан из окрестностей Алушты с горы Кастель.
Произрастает на каменистых склонах.

## Ботаническое описание
Деревцо, нередко растущее кустообразно. Ветви буровато-серые или красно-бурые, пятнистые; молодые побеги (ботаника) волосистые. Колючки многочисленные, облиственные, пазушные, прямые, крепкие, длиной 1—2 см.
Листья светло-зелёные, с нижней стороны более бледные. На цветущих побегах нижние листья клиновидные, трёхлопастные, остальные яйцевидные, глубоко раздельные на 5, реже на 7 долей, доли острые, оканчивающиеся хрящеватым остриём, от середины с немногими крупными неровными острыми зубцами или глубоко надрезанные; верхние — длиной и шириной до 3—3,5 см. листья стерильных укороченных побегов и длинных стерильных рассечены почти до средней жилки на 7 или, реже, на 9—11 долей.
Соцветия диаметром 2,5—3,5 см, немногоцветковые, с негусто волосистыми осями и цветоножками. Цветки диаметром около 17 мм; чашелистики вытянуты в длинное остроконечие, равны по длине гипантию; столбиков 1—2.
Плоды эллипсоидальные, длиной 10—12 мм, красные, с сизоватым налётом. Косточка 1, реже 2, с 3—5 бороздками на спинной стороне и слабо выраженными боковыми бороздками на брюшной стороне.
Цветение в апреле. Плодоношение в сентябре.

## Таксономия
Вид Боярышник Стевена входит в род Боярышник (Crataegus) трибы Pyreae подсемейства Спирейные (Spiraeoideae) семейства Розовые (Rosaceae) порядка Розоцветные (Rosales).
|  |                                      |  |                                                              |                                                              |                   |  | ещё 8 семейств (согласно Системе APG III) | ещё 8 семейств (согласно Системе APG III)    |                                              |  |  |  | ещё 7 триб (согласно Системе APG III)         | ещё 7 триб (согласно Системе APG III)         |  |  |  |  | ещё от 200 до 300 видов | ещё от 200 до 300 видов |
|  |                                      |  |                                                              |                                                              |                   |  | ещё 8 семейств (согласно Системе APG III) | ещё 8 семейств (согласно Системе APG III)    |                                              |  |  |  | ещё 7 триб (согласно Системе APG III)         | ещё 7 триб (согласно Системе APG III)         |  |  |  |  | ещё от 200 до 300 видов | ещё от 200 до 300 видов |
|  |                                      |  |                                                              | порядок Розоцветные                                          |                   |  |                                           |                                              | подсемейство Спирейные                       |  |  |  |                                               | род Боярышник                                 |  |  |  |  |                         |                         |
|  |                                      |  |                                                              | порядок Розоцветные                                          |                   |  |                                           |                                              | подсемейство Спирейные                       |  |  |  |                                               | род Боярышник                                 |  |  |  |  |                         |                         |
|  | отдел Цветковые, или Покрытосеменные |  |                                                              |                                                              | семейство Розовые |  |                                           |                                              | триба Pyreae                                 |  |  |  | вид Боярышник Стевена                         |                                               |  |  |  |  |                         |                         |
|  | отдел Цветковые, или Покрытосеменные |  |                                                              |                                                              |                   |  |                                           |                                              |                                              |  |  |  |                                               |                                               |  |  |  |  |                         |                         |
|  |                                      |  | ещё 44 порядка цветковых растений (согласно Системе APG III) | ещё 44 порядка цветковых растений (согласно Системе APG III) |                   |  |                                           | ещё 8 подсемейств (согласно Системе APG III) | ещё 8 подсемейств (согласно Системе APG III) |  |  |  | ещё около 60 родов (согласно Системе APG III) | ещё около 60 родов (согласно Системе APG III) |  |  |  |  |                         |                         |
|  |                                      |  |                                                              | ещё 44 порядка цветковых растений (согласно Системе APG III) |                   |  |                                           |                                              | ещё 8 подсемейств (согласно Системе APG III) |  |  |  |                                               | ещё около 60 родов (согласно Системе APG III) |  |  |  |  |                         |                         |